# Богарт, Джейн
Джейн Богарт (итал. Jane Bogaert; 5 ноября 1967, Золотурн, Швейцария) — швейцарская певица. Представляла Швейцарию на конкурсе песни Евровидение 2000.

## Биография

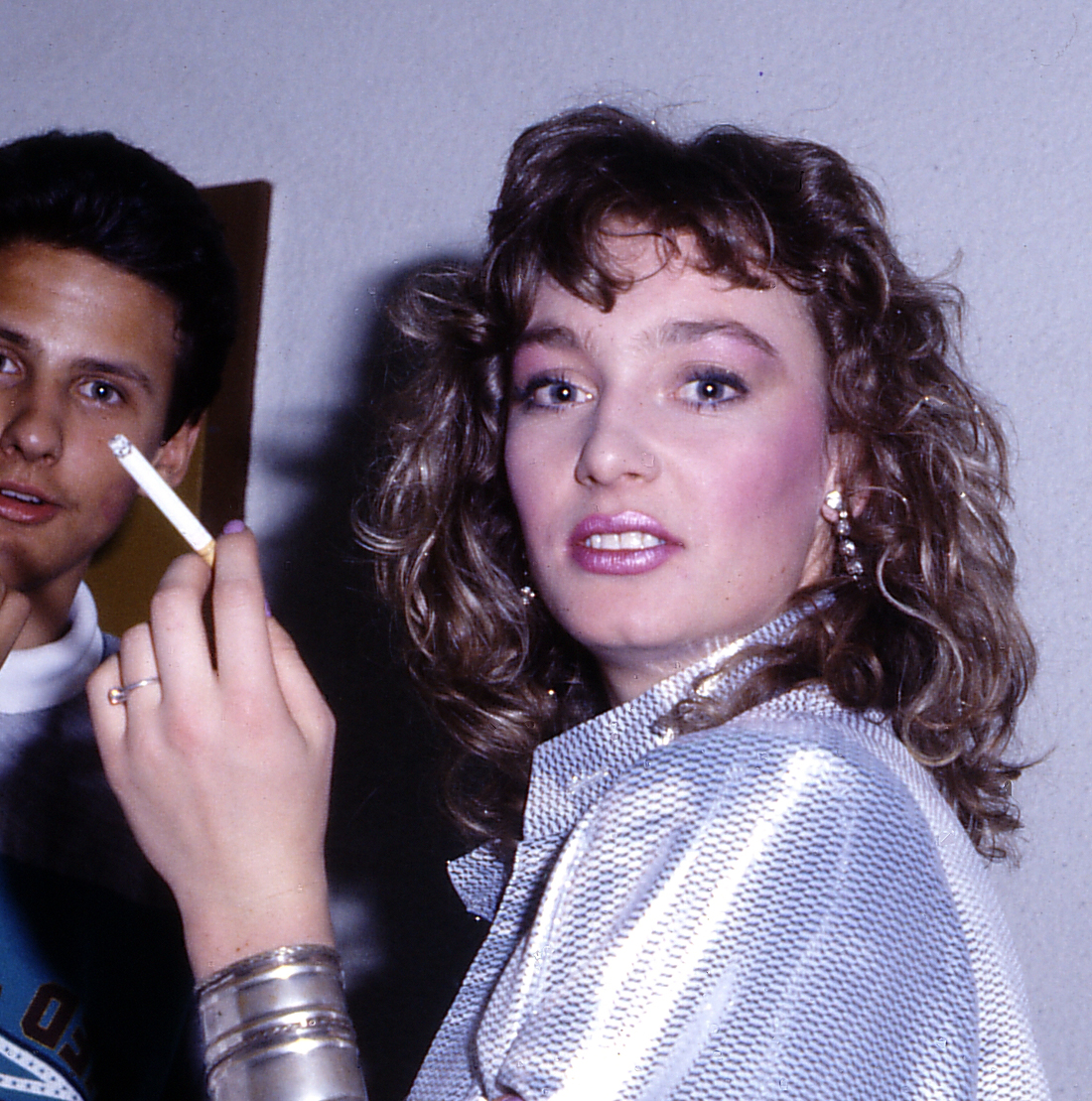
Джейн в 1987 году

### Карьера
Джейн начала свою карьеру в 1987 году, выпустив свой первый сингл «No More War».

### Евровидение
В 2000 году певица приняла участие в швейцарском отборе на конкурс песни Евровидение 2000. Исполненная композиция «La vita cos'è» заняла 1 место с 35 баллами. Джейн было предоставлено участие на Евровидении.
На конкурсе певица выступила шестнадцатой. Композиция набрала всего 14 баллов, заняв 20 место. Бэк-вокалистом Джейн был итальянский певец Аль Бано (представитель Италии на Евровидении в 1976 и 1985 годах).
Несмотря на плохой результат, песня стала популярной в Швейцарии.

### Дальнейшая карьера
В 2010 году Джейн выпустила свой первый альбом Fifth Dimension. В этом альбоме, с Джейн участвовали популярные звёзды.
Джейн сотрудничала с Лайонелом Ричи, Эросом Рамаццотти, Аль Бано, Удо Линденбергом, Джо Линном Тёрнером, DJ Bobo и другими.

## Личная жизнь
В 2000-х годах, у Джейн родился первый ребёнок, а в октябре 2010 — второй.

## Дискография

### Альбомы
- 2010 — 5th Dimension

### Синглы
- 1987 — «No More War»
- 1989 — «Children of Love»
- 2000 — «La vita cos'è»